# Flibustier (torpilleur)
Pour les articles homonymes, voir Flibustier.
Le Flibustier est l’un des douze torpilleurs de classe Hardi construits pour la Marine nationale française à la fin des années 1930. Inachevé lorsque les Français signent un armistice pour mettre fin à la bataille de France, des pénuries de matériaux empêchent de le terminer et il est placé en réserve. Le navire a été rebaptisé Bison au début de l’année 1941. Lorsque les Alliés ont débarqué en Afrique du Nord française en novembre 1942, les Allemands ont occupé la France de Vichy et ont tenté de s’emparer de la flotte française intacte. Le Flibustier a été l’un des rares navires à ne pas être sabordé pour empêcher sa capture. Il a été remis à la Regia Marina (Marine royale italienne) en 1943, mais a été saisi par les Allemands après l’armistice signé par les Italiens en septembre. Le navire a été récupéré en 1945 et plus tard mis au rebut.

## Conception
La classe Hardi a été conçue pour escorter les cuirassés rapides de la classe Dunkerque et pour contrer les grands destroyers des classes Navigatori italienne et Fubuki japonaise. Les navires avaient une longueur de 117,2 mètres, une largeur de 11,1 mètres et un tirant d'eau de 3,8 mètres. Les navires avaient un déplacement de 1800 tonnes en charge standard et 2577 tonnes à pleine charge. Ils étaient propulsés par deux turbines à vapeur à engrenages, chacune entraînant un arbre d'hélice, utilisant la vapeur fournie par quatre chaudières à circulation forcée Sural-Penhoët. Les turbines ont été conçues pour produire 58000 chevaux (42659 kW), correspondant à une vitesse maximale de 37 nœuds (69 km/h). Les navires transportaient 470 tonnes de mazout, ce qui leur donnait une autonomie de 3100 milles marins (5700 km) à 10 nœuds (19 km/h). L’équipage était composé de 10 officiers et de 177 hommes du rang.
L’armement principal des navires de la classe Hardi consistait en six canons de 130 mm modèle 1932 dans trois tourelles jumelées, une à l’avant et les deux autres (dont une surélevé) à l’arrière des superstructures. Leur armement antiaérien se composait d’un affût double pour les canons de 37 mm modèle 1925 sur la superstructure arrière et de deux mitrailleuses Hotchkiss de 13,2 mm modèle 1929 antiaériennes sur le toit des treuils d’obus pour la tourelle avant de 130 mm. Les navires transportaient un affût triple et deux affûts doubles de tubes lance-torpilles de 550 millimètres, tous au-dessus de la ligne de flottaison. Une paire de rampes de lancement de grenades anti-sous-marines a été construite à l’arrière. Elle abritait une douzaine de grenades anti-sous-marines de 200 kilogrammes.

## Carrière
Commandé le 24 mai 1937, Le Flibuster a été construit par les Forges et chantiers de la Méditerranée dans leur chantier naval de La Seyne-sur-Mer. Il a été mis en chantier le 11 mars 1938 et lancé le 19 décembre 1939. Le navire resta à Toulon après la capitulation française le 22 juin 1940 et commença ses essais le lendemain, bien qu’il n’ait toujours pas reçu son armement. Il a ensuite été placé en réserve. Le 1er avril 1941, Le Flibuster a été rebaptisé Bison pour commémorer le grand contre-torpilleur du même nom qui a été coulé en 1940 pendant la campagne de Norvège.
Contrairement à la plupart des navires à Toulon, le Bison n’a pas été endommagé lorsque les Allemands ont tenté de capturer les navires français le 27 novembre 1942, car il était toujours en réserve et n’avait pas d’équipage affecté pour le saborder. Les Italiens rejettent une demande allemande de le terminer et le rebaptisent FR35. Après l’armistice signé par les Italiens en septembre, il a été utilisé par les Allemands comme ponton générateur de fumée artificielle. Il a d’abord été endommagé lors d’un raid aérien allié au début de l’année 1944, puis par une collision avec un sous-marin allemand le 25 juin. Le navire coule dans le port de commerce de Brégaillon-Toulon. Il a été renfloué l’année suivante et mis au rebut,.